# 一高記念賞
一高記念賞（いちこうきねんしょう）は、東京大学に制定された、学生の顕彰のために授与する褒賞のひとつ。教養学部および大学院総合文化研究科の前身にあたる旧制第一高等学校同窓会より拠出された一高記念基金によって2004年に制定された。毎年、当該年度において最も優秀な学業成績と学位論文を修め、学業、課外活動、社会活動等において特に顕著な業績を挙げ、他の学生の範となった同学部・同研究科の学生を顕彰するものである。2004年3月に第一回授賞式が行われ、現在まで毎年3月の卒業式・学位記授与式の際に授与が行われる。

## 沿革
旧制第一高等学校は創立当初、現在の東京大学農学部がある弥生キャンパスに存在したが、昭和10年（1935年）に駒場キャンパスに移動した。このとき、かつての駒場寮や、時計台のある一号館や、900番教室、また当時の（平成15年度（2003年）に駒場博物館として生まれ変わった）図書館が建てられた。その後、昭和24年（1947年）の学制改革で旧制高等学校は廃止され、一高は東京大学教養学部となる。
以来、教養学部は一高伝統のリベラルアーツの精神を引き継いだ教育を行ってきた。一高は全寮制であったこともあり、一高同窓会は結束の堅い同窓会である。第一回授与が行われた平成16年（2004年）は一高創立130年に当たり、そのための基金が募られた。その一部を、歴史的・地理的なつながりもあり、リベラルアーツの精神を受け継いで発展している教養学部の教育研究のために活用し、学生を顕彰する一高記念賞が制定された。

## 選考・受賞
受賞者の選考にあたっては、学業成績や学位論文、諸業績を評価して指導教員や学部長・学科長（研究科長・専攻長）からなる審査会によって推薦・審査され、授賞が決定される。授賞式は例年、卒業式の後に駒場キャンパス内にある900番教室（大講堂）にて実施される。